# Флора (женский футбольный клуб)
«Фло́ра» (эст. WFC Flora) — эстонский женский  футбольный клуб из города Таллинн, основан в 1997 году, при мужском одноименном клубе. Пятикратный чемпион Эстонии, десятикратный обладатель Кубка Эстонии и восьмикратный обладатель Суперкубка страны.

## История
25 мая 2024 года команда в девятый раз стала обладателем Кубка Эстонии. 17 августа «Флора» впервые в своей истории стала победителем женской Балтийской лиги. По итогу сезона команда стала в седьмой раз обладателем чемпионского титула. С января 2025 года главными тренерами команды стали Рейво Винтер и Любовь Максимова, которые заменили на этом посту Александру Шеволдаеву.

## Достижения
Чемпионат Эстонииen
- Чемпион (7): 2018, 2019, 2020, 2021[6], 2022,[7] 2023, 2024
- Вице-чемпион (9): 2009, 2010, 2011, 2012, 2013, 2014, 2015, 2016, 2017
- Бронзовый призёр (5): 1998, 1999, 2000, 2007, 2008

Кубок Эстонииen
- Победитель (10): 2007, 2008, 2013, 2018, 2019, 2020[8], 2021, 2022[9], 2024[10][11], 2025[12]
- Финалист (2): 2009, 2010

Суперкубок Эстонииen
- Победитель (9): 2009, 2010, 2018, 2019, 2020, 2022[13], 2023[14], 2024, 2025
- Финалист (3): 2011, 2014, 2016

Чемпионат Прибалтики (Балтийская женская лигаen)
- Чемпион (1): 2024
- Вице-чемпион (2): 2019, 2023[15]
- Бронзовый призёр (2): 2017[16], 2018

## Именитые игроки
Бомбардиры Чемпионата Эстонии
- 2007 год: Катрин Лооen (30 голов)
- 2017 год: Лисете Таммикen (33 гола)
- 2018 год: Катрин Лооen (29 голов)

## Выступления в Лиге чемпионов УЕФА среди женщин
| Сезон     | Стадия                 | Дата       | Город   | Соперник        | Счет | Голы Флоры               |
| 2020–2021 | Квалификационный раунд | 03.11.2020 | Москва  | «ЦСКА»          | 0:2  |                          |
| 2019–2020 | Квалификационный раунд | 13.08.2019 | Таллинн | «ЕБС»en         | 2:0  | Саарen 26′, 28′          |
| 2019–2020 | Квалификационный раунд | 10.08.2019 | Таллинн | «БИИК-Казыгурт» | 0:2  |                          |
| 2019–2020 | Квалификационный раунд | 07.08.2019 | Таллинн | «ПК-35»en       | 2:3  | Саулепen 16′, Саарen 46′ |